# Бутс, Юлиус
Юлиус Эмиль Мартин Бутс (нем. Julius Emil Martin Buths; 7 мая 1851 года, Висбаден — 12 марта 1920 года, Дюссельдорф) — немецкий дирижёр, пианист и композитор.

## Биография
Начал учиться музыке у своего отца, гобоиста Карла Бутса, затем окончил Кёльнскую консерваторию (1870) под руководством Фердинанда Хиллера и Фридриха Гернсхайма, совершенствовал своё мастерство в Берлине у Фридриха Киля.
В 1879—1890 гг. руководил хором и оркестром в городе Эльберфельд (ныне в составе Вупперталя). Затем в 1890—1908 гг. музикдиректор Дюссельдорфа и руководитель проходившего в городе Нижнерейнского музыкального фестиваля; подал в отставку в результате конфликта с городскими властями, не оценившими его прогрессивных взглядов на музыку. В 1902 г. совместно с Отто Найтцелем основал в Дюссельдорфе частную консерваторию, которая проработала до 1935 года и была объединена с двумя другими в Высшую школу имени Роберта Шумана; руководил консерваторией до конца жизни. Возглавлял также Дюссельдорфское учительское певческое общество.
Был дружен с Максом Регером, который посвятил Бутсу «Четыре симфонические поэмы по Бёклину» (1913).

## Творчество
Был известен как пропагандист новейшей немецкой и английской музыки — в частности, произведений Эдуарда Элгара, чью масштабную ораторию «Сон Геронтия» он впервые в Германии исполнил на Нижнерейнском фестивале в 1901 году (самостоятельно переведя текст на немецкий язык, этот перевод получил высокую оценку). Как пианист стал первым исполнителем фортепианного концерта Фредерика Делиуса (1904, Эльберфельд, дирижировал преемник Бутса в этом городе Ханс Хайм). Также аккомпанировал Роберту Хекману при первом исполнении сонаты для скрипки и фортепиано Рихарда Штрауса (1888).
Наследие Бутса-композитора включает кантату «Ринальдо», фортепианный концерт, камерные и вокальные сочинения.

## Память
Имя Бутса носит улица в Дюссельдорфе (нем. Julius-Buths-Weg).